# Тренчин
Тренчин (слч. Trenčín, лат. Laugaricio, мађ. Trencsén) је девети по величини град у Словачкој и управно средиште истоименог Тренчинског краја.
Тренчин је познат по две ствари. Над градом доминира средњовековна тврђава тзв. Тренчински град, а сам град води порекло још од Римљана о чему сведочи уклесани натпис „Laugaricio“ из 179. године.

## Географија
Тренчин је смештен у западном део државе, недалеко од границе са Чешком (12 км). Престоница државе, Братислава, налази се 120 км јужно.
Рељеф: Тренчин се развио у истоименој Тренчинској котлини, коју прави река Вах. Надморска висина града је око 217 m. Оближње планине припадају планинском венцу Карпата. Западно од града је издижу се Бијели Карпати, док се источно издижу Стражовске врхи.
Клима: Клима у Тренчину је умерено континентална.
Воде: Кроз град протиче највећа река у Словачкој, Вах, у средишњем делу свог тока. Она дели град на западни и источни део.

## Историја
Људска насеља на овом простору датирају још из праисторије. У време старог Рима овде је била граница царства, увек нестабилна и са сукобима. Насеље под данашњим именом први пут се спомиње у 7. веку, а статус слободног града добија крајем 11. века. Током следећих векова град је био у саставу Угарске. У другој половини 19. века град је доживео нагли развој и бројчано нарастао.
За време Првог светског рата помрло је много интернираних Срба, широм Аустроугарске монархије. У Тренчину су 1924. године постојала два српска гробља, и то у лошем стању. Ту је због тога грађена од стране Краљевине СХС велика спомен-костурница, у коју су положене кости српских мученика. Тренчинани су током тог рата такође страдали, и то у Србији, у Крагујевцу где су се нашли као српски заробљеници. Срби су им подигли достојни споменик, а и Чеси су намеравали да код костурнице, подигну споменик Србима јер су се жртвовали за слободу свих Словена.
Крајем 1918. г. град је постао део новоосноване Чехословачке. У време комунизма град је нагло индустријализован, па је дошло до наглог повећања становништва. После осамостаљења Словачке град је постао њено значајно средиште, али је дошло и до проблема везаних за преструктурирање привреде. Старо градско језгро је обновљено последњих година.

## Становништво
| Година:    | 1994.  | 2004.   | 2014.   | 2024.   |
| ---------- | ------ | ------- | ------- | ------- |
| Број људи: | 58 347 | 56 850  | 55 857  | 54 130  |
| Разлика:   |        | -2,56 % | -1,74 % | -3,09 % |

| Година:    | 2023.  | 2024.   |
| ---------- | ------ | ------- |
| Број људи: | 54 065 | 54 130  |
| Разлика:   |        | +0,12 % |

Данас Тренчин има око 54.000 становника и последњих година број становника стагнира.
Етнички састав: По попису из 2021. г. састав је следећи:
- Словаци - 92,4%,
- Чеси - 1,3%,
- остали.[7]

Верски састав: По попису из 2021. г. састав је следећи:
- римокатолици - 49,3%,
- атеисти - 35,5%,
- лутерани - 4,9%,
- остали.

## Партнерски градови
- Кран Жеврије
- Ухерско Храдиште
- Злин
- Тарнов
- Казалекио ди Рено
- Бекешчаба
- Крагујевац

## Галерија
- Тренчински град
- Главни трг
- Поглед на стари део града са Тренчинског града
- Градска катедрала
- Тренчинска синагога